# Vélez (province de Santander)
Pour les articles homonymes, voir Vélez.

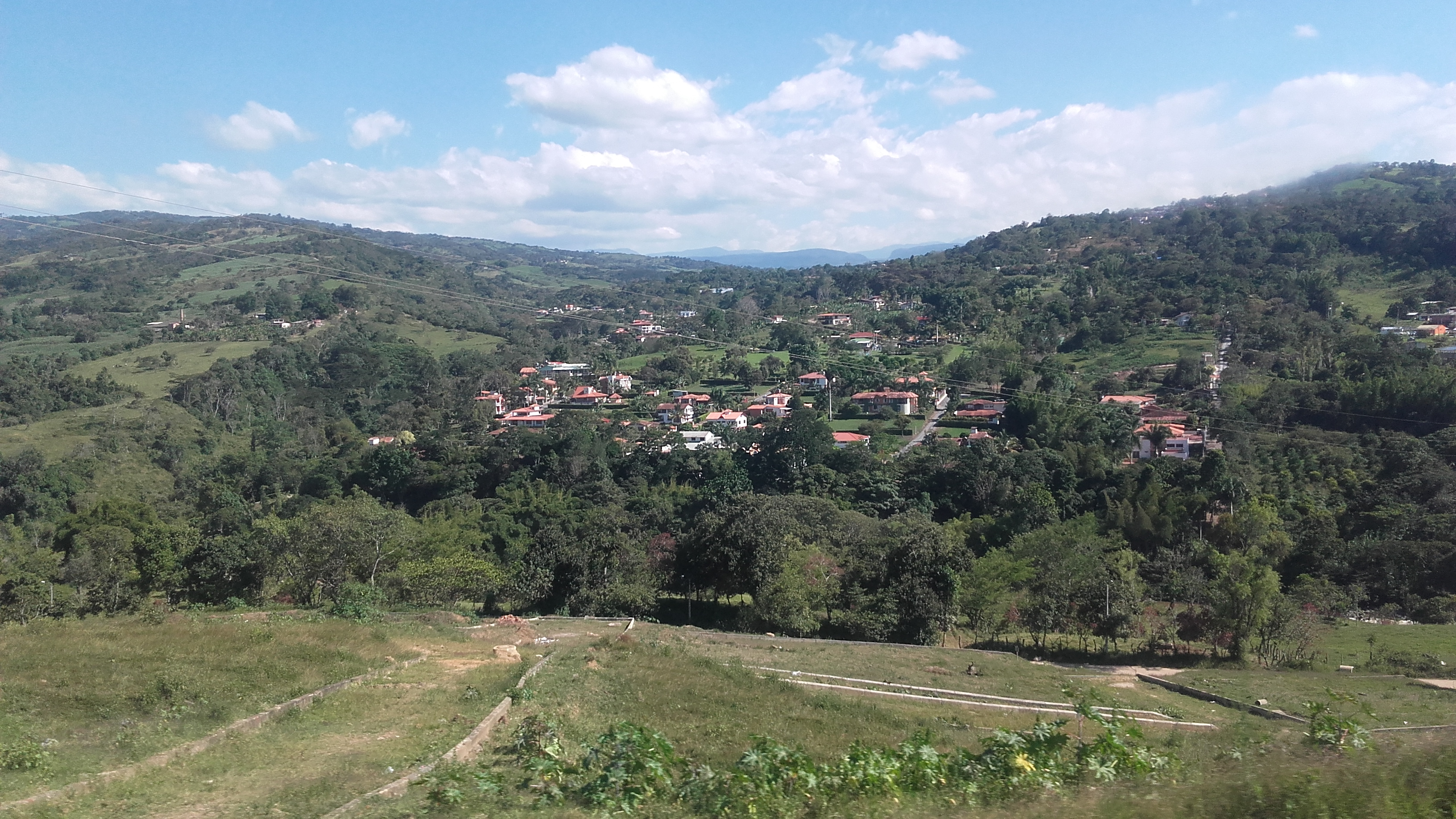
Vue de la ville de Barbosa, située dans la province de Vélez.

Vélez est une province du département de Santander en Colombie. Son chef-lieu est Vélez.